# سوزان لیلار
سوزان، بارونِس لیلار (فرانسوی: Suzanne, Baroness Lilar‎؛ ‎ ۲۱ مهٔ ۱۹۰۱ – ۱۲ دسامبر ۱۹۹۲) رمان‌نویس، نمایشنامه‌نویس، و مقاله‌نویس قرن بیستم میلادی اهل بلژیک بود.